# Calatrava (Negros Occidental)
Calatrava ist eine Gemeinde in der Provinz Negros Occidental auf der Insel Negros auf den Philippinen. Sie hat 80.624 Einwohner (Zensus 1. August 2015), die in 40 Barangays leben. Sie gehört zur 1. Einkommensklasse der Gemeinden auf den Philippinen und wird als partiell urbanisiert beschrieben.

## Geographie
Sie liegt etwa 130 km östlich von Bacolod City. Die Reisezeit beträgt etwa 3 Stunden mit dem Bus, mit dem Auto rund 2 Stunde. Ihre Nachbargemeinden sind Toboso und Sagay City im Norden, im Osten an die Tanon-Straße, im Süden an San Carlos City und im Westen an Don Salvador Benedicto. Die Topographie der Gemeinde wird größtenteils als Flachland beschrieben, aber im Westen steigt das Gelände zu dem Vulkan Silay an.

## Barangays
| - Agpangi - Ani-e - Bagacay - Bantayanon - Buenavista - Cabungahan - Calampisawan - Cambayobo - Castellano - Cruz - Dolis - Hilub-Ang - Hinab-Ongan - Ilaya | - Laga-an - Lalong - Lemery - Lipat-on - Lo-ok (Pob.) - Ma-aslob - Macasilao - Malanog - Malatas - Marcelo - Mina-utok - Menchaca - Minapasok | - Mahilum - Paghumayan - Pantao - Patun-an - Hda. Caridad - Pinocutan - Refugio - San Benito - San Isidro - Suba (Pob.) - Telim - Tigbao - Tigbon - Winaswasan |

## Sehenswürdigkeiten
- Wild Monkey Sanctuary
- Palau Beach Resort
- Loly Beach Resort
- Pinocutan Cave
- Bagacay Caves
- Lat-ason Falls
- Tigbon Cave